# Buchnera nyassica
Buchnera nyassica är en snyltrotsväxtart som beskrevs av Alexander Gilli. Buchnera nyassica ingår i släktet Buchnera och familjen snyltrotsväxter. Inga underarter finns listade i Catalogue of Life.